# Velden (Pegnitz)

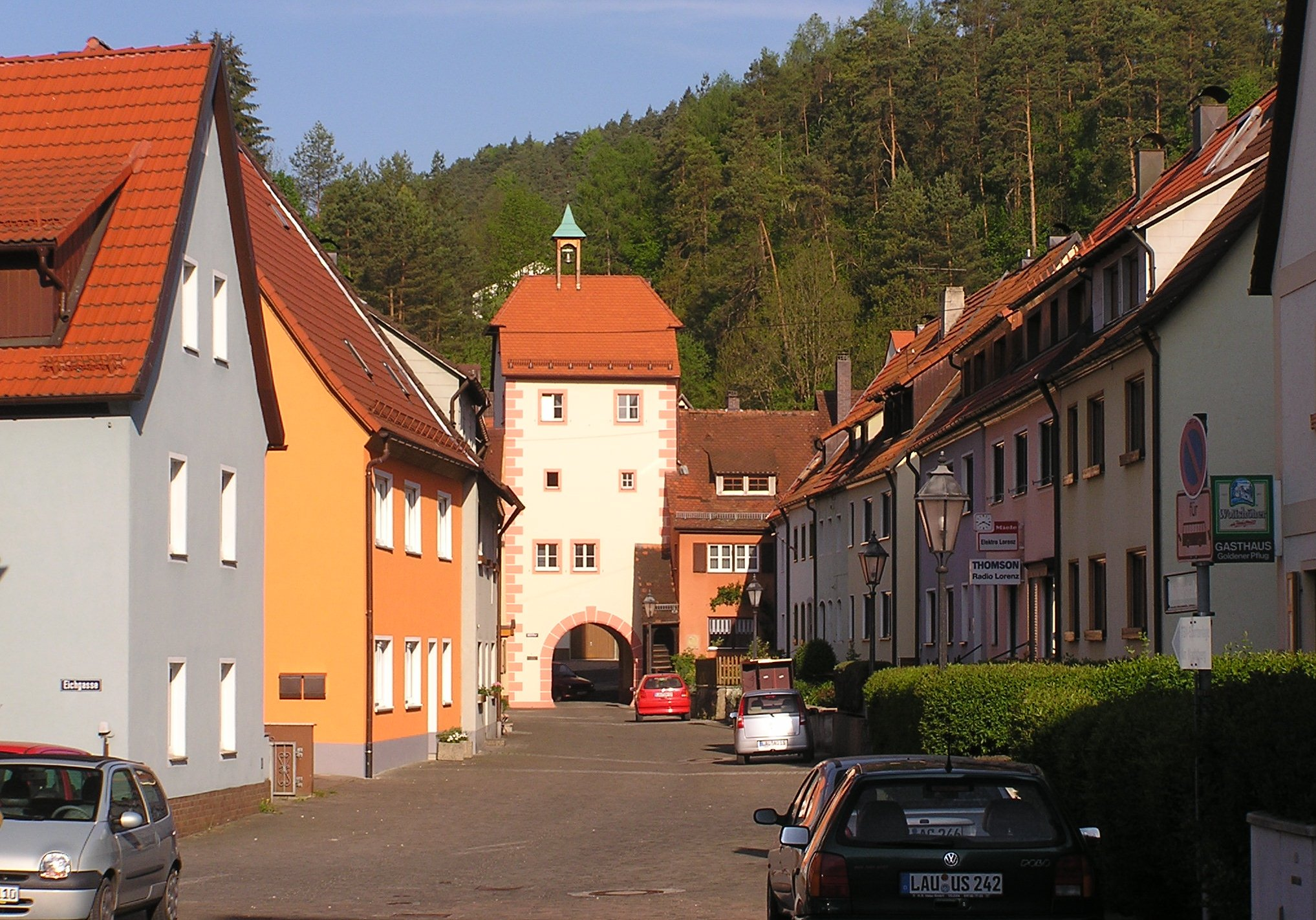
Velden (Pegnitz)

Velden (Pegnitz) este un oraș din Franconia Mijlocie, landul Bavaria, Germania.